# Jendrik Sigwart
Jendrik Sigwart (født 27. august 1994 i Hamborg) er en tysk sanger. Han repræsenterer Tyskland ved Eurovision Song Contest 2021 i Rotterdam.
Jendrik studerede musicals i fire år ved Music Institute ved Osnabrück University for anvendt videnskab (Fachhochschule Osnabrück).